# Szczur ryżowiskowy
Szczur ryżowiskowy (Rattus argentiventer) – gatunek ssaka z podrodziny myszy (Murinae) w obrębie rodziny myszowatych (Muridae). Występuje w Indochinach. Nie jest zagrożony wyginięciem.

## Zasięg występowania
Szczur ryżowiskowy występuje w środkowym Laosie, Wietnamie, środkowej i południowej Kambodży, południowo-środkowej Tajlandii, na Półwyspie Malajskim, w Singapurze, na Sumatrze, Borneo, Jawie, Bali i wielu mniejszych przybrzeżnych wyspach. Introdukowany na Filipiny (Luzon, Mindoro, Negros, Cebu i Mindanao), Celebes, Małe Wyspy Sundajskie (Lombok, Sumbawa, Sangeang, Komodo, Rinca, Flores, Adonara, Lembata, Alor, Sumba, Timor i Tanimbar), Nową Gwineę i prawdopodobnie na Seram.

## Taksonomia
Gatunek po raz pierwszy zgodnie z zasadami nazewnictwa binominalnego opisali w 1916 roku brytyjscy zoolodzy Herbert Christopher Robinson i Cecil Boden Kloss nadając mu nazwę Epimys rattus argentiventer. Holotyp pochodził z Pasir Ganting, w zachodniej części wybrzeża Sumatry, w Indonezji.
Rattus argentiventer należy do grupy gatunkowej rattus. Konieczne jest dodatkowe pobranie próbek z mniej zbadanych gatunków, aby w pełni rozstrzygnąć kwestię umiejscowienia tego gatunku oraz innych gatunków z rodzaju Rattus. Autorzy Illustrated Checklist of the Mammals of the World uznają ten takson za gatunek monotypowy.

### Etymologia
- Rattus: łac. rattus „szczur”[14].
- argentiventer: łac. argentum, argenti „srebro”; venter, ventris „brzuch”[15].

## Morfologia
Długość ciała (bez ogona) 136–230 mm, długość ogona 149–210 mm, długość ucha 16–24,5 mm, długość tylnej stopy 30–41 mm; masa ciała 52–239 g. Czaszka liczy 37–41 mm długości. Jest to średniej wielkości szczur o żółtobrązowo-czarnej sierści, niekłującej przy dotyku. Spód ciała porasta szarawa sierść, po bokach biaława. Ogon ma jednolitą brązową barwę.

## Ekologia

### Środowisko życia
Środowiskiem życia szczura ryżowiskowego są między innymi uprawy ryżowe i obszary trawiaste. Polega głównie na środowiskach pochodzenia antropogenicznego – uprawach i plantacjach. Przedstawiciele gatunku chronią się w podziemnych norach, pod skałami i w kłodach drewna.

### Pożywienie
Szczury ryżowiskowe są wszystkożerne, zjadają między innymi termity, prostoskrzydłe i inne owady, ślimaki, ryż, nasiona, orzechy, warzywa i owoce.

### Rozród
Samice szczura ryżowiskowego mają 6 par sutków. U szczura ryżowiskowego ruja trwa 4–5 dni. Okres ciąży wynosi blisko 3 tygodnie. Samica buduje gniazdo 3–5 dni przed porodem. Miot liczy 3–8 młodych, w ciągu roku samica może urodzić 1–12 miotów. Po około 15 dniach młode otwierają oczy. Są zdolne do rozrodu w wieku 3 miesięcy. W porównaniu do szczura orientalnego (R. tanezumi), miot jest liczniejszy.